# 길배진
길배진(吉培眞, 1971년 10월 19일 ~ )은 전 KBO 리그 한화 이글스의 야구 선수인 투수이다. 당시 등번호는 27번(한화), 42번(SK)인데 데뷔 첫 해에는 8경기에서 방어율 11.40으로 기대 이하의 성적에 머물렀고 급기야 방위복무 등으로 공백기를 가지기도 했으며 그 이후  타자로 전향했으나 1998년 시즌 뒤 한화에서 방출되었고 1999년 말 쌍방울 유니폼을 입었지만  이 팀이 2000년 1월 해체된 후 그 주축 선수들을 필두로 창단된 신생 SK로 이적했다.

## 출신학교
- 대전고등학교
- 원광대학교 (체육교육학과 90학번)